# Norrträsk
Norrträsk är en sjö i byn Daglösa i Saltvik på Åland. Sjöns area är 27 hektar och strandlinjen är 2 kilometer lång. Norrträsk ligger 12,1 meter över havet. Sjön rinner genom ett omkring 800 meter långt vattendrag i dess norra del ut i havet i Västerviken i södra Flatöfjärden.
Norrträsk  ingår i Skärgårdshavets kustområde, Åland. 